# Гатка (Брянская область)
Гатка — поселок в Новозыбковском городском округе Брянской области.

## География
Находится в западной части Брянской области на расстоянии приблизительно 9 км на запад-северо-запад по прямой от районного центра города Новозыбков.

## История
Поселение здесь было известно с 1930-х годов. В советское время работал колхоз «Рекорд». До 2019 года входил в состав Старобобовичского сельского поселения Новозыбковского района до их упразднения.

## Население
Численность населения: 14 человек в 2002 году (русские 100 %), 2 в 2010.